# Vulcano Infoplattform
Die Vulcano Infoplattform ist ein Aussichtsturm auf der Steineberger Ley im Landkreis Vulkaneifel in Rheinland-Pfalz.

## Lage
Die Vulcano Infoplattform steht wenige hundert Meter südöstlich der Ortsgemeinde Steineberg auf der Steineberger Ley, einem 557,8 m ü. NHN hohen Berg in der Vulkaneifel. Er ist von Westen her über einen Wanderweg erreichbar. 

## Beschreibung
Der 28 Meter hohe Turm wurde 2003 von der Ortsgemeinde Steineberg mit Fördermitteln der Europäischen Union, des Landes Rheinland-Pfalz, der Verbandsgemeinde Daun und der Wirtschaftsförderungsgesellschaft Daun/Vulkaneifel errichtet. Er ist in Holzbauweise gefertigt und hat eine dreieckige Grundfläche. Seine äußeren Tragbalken bestehen aus Douglasienstämmen, die von Landesforsten Rheinland-Pfalz, Forstamt Daun gestiftet wurden. Weitere Stützen sowie die Treppenanlage bestehen aus Douglasienschnittholz, das zu Brettschichtholz verarbeitet wurde. Insgesamt wurden für den Turm, der ohne Fundament 38 Tonnen wiegt, 32 m³ Holz verbraucht. Aus ökologischen Gründen wurde auf die Behandlung mit chemischen Holzschutzmitteln verzichtet. Am 3. Oktober 2003 wurde der Aussichtsturm eingeweiht.
Der Aufstieg zur 24 Meter hoch gelegenen überdachten Aussichtsplattform erfolgt über eine Holztreppe mit 139 Stufen und 9 Zwischenpodesten. An der Brüstung der Plattform sind mehrere Orientierungstafeln angebracht. Von oben bietet sich ein sehr guter Rundblick in die umgebende Landschaft der Vulkaneifel.
Seit Herbst 2019 ist der Turm aufgrund von Baufälligkeit für den Besucherverkehr gesperrt.
Die Vulcano Infoplattform ist fast baugleich mit dem ebenfalls im Jahre 2003 errichteten 25 Meter hohen Booser Eifelturm, jedoch um ein Treppensegment höher.